# Fongalop
Fongalop est une ancienne commune française située dans le département de la Dordogne, en région Nouvelle-Aquitaine. D'abord associée à la commune de Belvès en 1973, elle est intégrée à celle de Pays de Belvès en 2016.

## Géographie
En Périgord noir, dans le sud-est du département de la Dordogne, Fongalop formait la partie sud de la commune de Belvès.

## Toponymie
La plus ancienne mention connue du lieu date de l'an 1372 sous la forme Fons Galardus,. On trouve ensuite les graphies suivantes : Parochia de Fonte Galano (paroisse de Fonte Galano) en 1463, puis Fongale, puis Fongala en 1667 sur l'atlas du royaume de France de Johannes Blaeu, Fon Galo en 1727 (dans le terrier de Belvez), Fongalan sur la carte de Cassini représentant la France entre 1756 et 1789, Fontgalot puis Font-Galau à la fin du XVIIIe siècle.
La première partie du nom correspond à l'occitan font signifiant « source » et la seconde partie se réfère à « Galard », un nom de personne d'origine germanique. L'ensemble signifie donc « source de Galard », ou « fontaine de Galard ».

## Urbanisme

### Lieux et monuments
- L'église Saint-Jean-Baptiste de Fongalop.

### Villages, hameaux et lieux-dits
Outre le bourg de Fongalop proprement dit, le territoire se compose d'autres villages ou hameaux, ainsi que de lieux-dits :
- Bois de Baste
- le Bos Grand
- le But
- la Cantine
- la Capelette
- les Chicoux
- Combe de la Capelette
- la Coste
- la Croix Brûlée
- Croze de Randou
- Ferrière
- le Fromental
- la Grande Borie
- les Joinis
- Lamothe
- Lespinassette
- la Merlerie
- le Meynot
- le Moulin à Vent
- le Pailloulal
- le Pelonnier
- la Peyruche
- la Pioulade
- Ponlapiche
- le Pradier
- Roc de Randou
- Terme de Randou.

## Histoire
Fongalop est une commune créée à la Révolution.
Le 1er janvier 1973, elle entre en fusion-association avec celle de Belvès.
Au 1er janvier 2016, Belvès fusionne avec Saint-Amand-de-Belvès pour créer la commune nouvelle de Pays de Belvès. À cette date, Fongalop est supprimée en tant que commune associée.

### Rattachements administratifs
Dès 1790, la commune de Fongalop a été rattachée au canton d'Orliac qui dépendait du district de Belvès jusqu'en 1795, date de suppression des districts. Lorsque ce canton est supprimé par la loi du 8 pluviôse an IX (28 janvier 1801)  portant sur la « réduction du nombre de justices de paix », la commune est rattachée au canton de Belvès dépendant de l'arrondissement de Sarlat (devenu l'arrondissement de Sarlat-la-Canéda en 1965).

## Démographie
Le dernier dénombrement de population officiel de Fongalop est celui de l'année 2013, mis en ligne le 1er janvier 2016 par l'Insee. Il fait apparaître une population municipale de 80 habitants.
| 1793 | 1800 | 1806 | 1821 | 1831 | 1836 | 1841 | 1846 |
| ---- | ---- | ---- | ---- | ---- | ---- | ---- | ---- |
| 277  | 247  | 312  | 300  | 313  | 306  | 307  | 310  |

| 1851 | 1856 | 1861 | 1866 | 1872 | 1876 | 1881 | 1886 |
| ---- | ---- | ---- | ---- | ---- | ---- | ---- | ---- |
| 314  | 312  | 280  | 275  | 253  | 243  | 240  | 250  |

| 1891 | 1896 | 1901 | 1906 | 1911 | 1921 | 1926 | 1931 |
| ---- | ---- | ---- | ---- | ---- | ---- | ---- | ---- |
| 204  | 197  | 189  | 181  | 156  | 153  | 114  | 134  |

| 1936 | 1946 | 1954 | 1962 | 1968 | - | - | - |
| ---- | ---- | ---- | ---- | ---- | - | - | - |
| 125  | 134  | 129  | 108  | 84   | - | - | - |